# 入江為積
入江 為積（いりえ ためつみ、文化11年（1814年） - 安政2年（1855年）5月）は、江戸時代後期の公家。正三位・入江為善の子。官位は従四位上・出羽権介。

## 経歴
文政10年（1827年）出羽権介に任ぜられ、天保10年（1839年）従四位上に叙せられる。
天保12年（1841年）12月に蟄居を命じられて解官され、天保13年（1842年）1月に位記を止められて2度と復帰することはなかった。
その原因について、当時（天保12年11月頃）の風聞として「入江家にえたの娘が奉公人として紛れ込み、当主の入江殿が彼女の出自を知らずに関係を持ってしまった。やがて、彼女の出自が発覚して噂になったために、入江殿が彼女を連れて出奔を図った。その後、入江殿は生活に困ったために山師の誘いに乗って各地のえた村に色紙短冊を売りつけて歩いていたが、京都に戻ると彼女の親が訴えを起こしていたために摘発されて処分を受けることになった」という話があった。時期的に為積の蟄居・官位剥奪のことを指すと考えられているが、真相は不明である。
安政2年（1855年）5月に卒去。享年42。為積が罰せられたため、鷲尾隆賢の次男である為有が入江家を継いだ。しかし、同年7月に為有が没したため、柳原隆光の四男である為遂が相続している。

## 官歴
注記のないものは『系図纂要』による。
- 文政10年（1827年） 12月28日：出羽権介
- 天保10年（1839年） 2月29日：従四位上
- 天保12年（1841年） 12月15日：止官蟄居
- 天保13年（1842年） 正月25日：止位記
- 安政2年（1855年） 5月：卒去[2]

## 系譜
- 父：入江為善
- 母：不詳
- 妻：不詳
- 継承者
  - 男子：入江為有 - 鷲尾隆賢の次男